# Апостольская префектура Анькана
Апостольский префектура Анькана (лат.  Praefectura Apostolica Hainanensis) — апостольская префектура Римско-Католической церкви с центром в городе Анькан, Китай. Апостольская префектура Анькана распространяет свою юрисдикцию на часть провинции Шэньси. Апостольская префектура Анькана подчиняется непосредственно Святому Престолу.

## История
28 марта 1928 года Римский папа Пий XI издал бреве Ut aucto, которым учредил апостольскую префектуру Анькана, выделив её из апостольских викариатов Ханьчжуна (сегодня — Епархия Ханьчжуна) и Синъаньфу (сегодня — Архиепархия Сианя).

## Ординарии апостольской префектуры
- священник Giovanni Soggiu (1.08.1928 — 12.11.1930);
- священник Berardo Barracciu (26.02.1932 — 3.09.1940);
- священник Emilio Favarato (20.06.1941 — 1948);
- священник Pietro Maleddu (7.05.1948 — 1983);
  - Sede vacante;
- епископ John Baptist Ye Ronghua (1987 — по настоящее время) — с 10.12.2000 года назначен епископом.

## Источник
- Annuario Pontificio, Libreria Editrice Vaticana, Città del Vaticano, 2003, ISBN 88-209-7422-3
- Бреве Ut aucto, AAS 20 (1928), стр. 223  (лат.)